# Nouvelle-Zélande aux Jeux olympiques d'hiver de 2006
Cet article contient des informations sur la participation et les résultats de la Nouvelle-Zélande aux Jeux olympiques d'hiver de 2006 à Turin en Italie. Elle était représentée par 18 athlètes.

## Médailles
|                  | Médaille d'or | Médaille d'argent | Médaille de bronze | Total |
| ---------------- | ------------- | ----------------- | ------------------ | ----- |
| Nouvelle-Zélande | 0             | 0                 | 0                  | 0     |

## Épreuves

### Bobsleigh
- Alan Henderson
- Matt Dallow
- Stephen Harrison
- Angus Ross
- Aaron Orangi

### Curling
- Sean Becker
- Hans Frauenlob
- Dan Mustapic
- Lorne DePape
- Warren Dobson

### Skeleton
- Ben Sandford
- Louise Corcoran

### Ski Alpin
- Mickey Ross
- Erika McLeod
- Nicola Campbell

### Snowboard
- Mitchell Brown
- Kendall Brown
- Juliane Bray